# Ivan Surikov

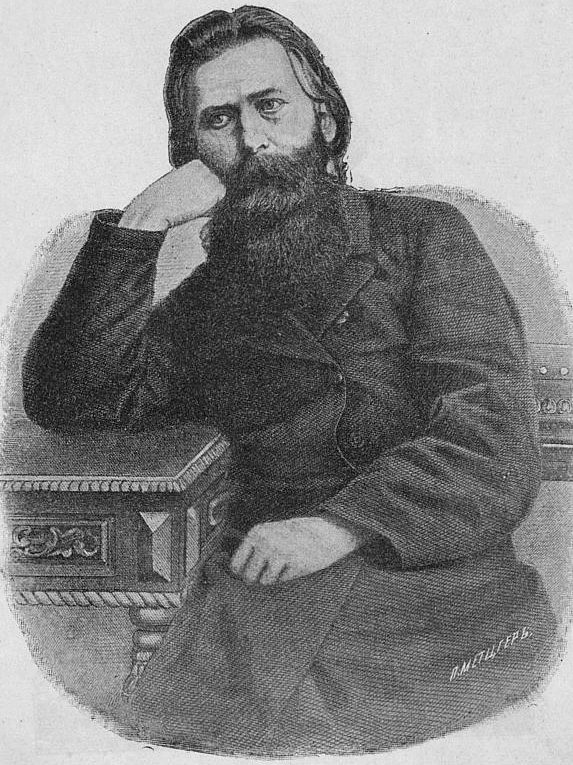
Ivan Surikov

Ivan Zacharovitj Surikov (ryska: Иван Захарович Суриков), född 6 april (gamla stilen: 25 mars) 1841 i guvernementet Jaroslavl, död 6 maj (gamla stilen: 24 april) 1880 i Moskva, var en rysk poet.
Surikov lyckades med bistånd av Aleksej Plesjtjejev få sina första dikter tryckta 1863. Hans lyrik, som återspeglar hans egna upplevelser och påverkades av Nikolaj Nekrasov, Aleksej Koltsov, Ivan Nikitin, uppvisar vackra naturskildringar i den folkliga stilen. Hans samlade dikter utgavs 1871; fjärde upplagan 1885 med biografi av Nikolaj Solovjov-Nesmelov.